# 폴리아세탈
폴리아세탈(polyacetal), 폴리옥시메틸렌(Polyoxymethylene, POM), 아세탈(acetal), 폴리포름알데히드(polyformaldehyde)는 고강성이고 마찰력이 낮으며 뛰어난 치수 안정성이 요구되는 부분에 사용되는 열가소성 플라스틱이다. Delrin, Ultraform, Celcon, Ramtal, Duracon, Kocetal, Kepital, Polypenco, Hostaform 등의 다양한 이름으로 판매되고 있다.
이 물질의 특징은 −40 °C까지 고강도의 경도와 강성도를 보인다는 점이다. 고결정성 성분으로 말미암아 본질적으로는 불투명한 흰색을 띄지만 모든 색으로 이용이 가능하다. 폴리아세탈의 밀도는 1.410–1.420 g/cm3이다.

## 폴리아세탈수지
이 수지는 포름알데히드의 탄소－산소의 카르보닐(carbonyl)기가 벌여져 다수의 분자가 결합하여 사슬모양으로 결합된 것이다. 이 분자사슬은 탄소－산소의 에테르결합으로 되는 것이다. 탄소－탄소의 결합이 그 결합축을 중심으로 회전하는 경우에는 120°마다 에너지적인 저항이 있으나 탄소－산소결합에서는 자유로이 회전하기 쉽다. 그러므로 주사슬에 에테르결합이 있으면 분자사슬은 대체로 운동하기 쉽게 된다. 예를 들면 폴리에틸렌옥시드도 폴리아세탈수지와 같이 탄소－산소의 에테르결합으로 이어진 사슬 모양의 고분자이고, 탄소－산소 결합으로 되는 것이므로 일반적으로 부드러운 고무 모양의 물질이다. 이것들은 아직 충분히 실용화되었다고는 말할 수 없으나 특색이 있는 플라스틱이다. 폴리아세탈수지의 경우, 분자의 단위구조가 극히 간단하기 때문에 사슬이 서로 중첩되어 결정을 만든다. 그 때문에 한층 더 단단하고도 강한 수지가 되며, 이 성질을 이용하여 경금속을 대신하는 재료로 사용되고 있다.

## 개발
폴리아세탈은 1953년 노벨화학상을 받은 독일의 화학자 헤르만 슈타우딩거에 의해 발견되었다.

## 같이 보기
- 나뭇진